# Улица Культуры (Харьков)
Улица Культуры (укр. вулиця Культури) — улица в городе Харькове, расположена административно в Шевченковском районе. Берёт начало от Сумской улицы, пересекает проспект Науки в районе метро Научная и пролегает до улицы Леся Курбаса.
На улице расположены 27 домов, Харьковская гимназия № 116, дом «Слово», стоматологическая клиника Силк Silk (ул. Культуры, 26), стоматологическая клиника Санодент Sanodent (ул. Культуры, 11), Детская музыкальная школа имени Л. Бетховена (ул. Культуры, 11), сквер Воинов-интернационалистов, а также 4 мемориальные доски.
Также на ул. Культуры, 5 расположен Военно-медицинский клинический центр Северного региона и поликлиника военного госпиталя.
По улице Культуры, начиная от проспекта Науки, вплоть до улицы Тринклера, осуществляется одностороннее движение транспорта, на участке от ул. Тринклера до Сумской улицы движение транспорта двухстороннее.

## История
- Улица появилась в конце XIX века, когда 20 декабря 1896 года городская дума дала название Барачный переулок новой улице с бараками военного лазарета.
- С 1936 года переименована в переулок имени профессора Покровского.
- В 1945 году получила статус улицы и было возвращено старое название Барачная.
- С 1957 года носила название Кегичевская улица.
- 28 августа 1958 года переименована в улицу Культуры.

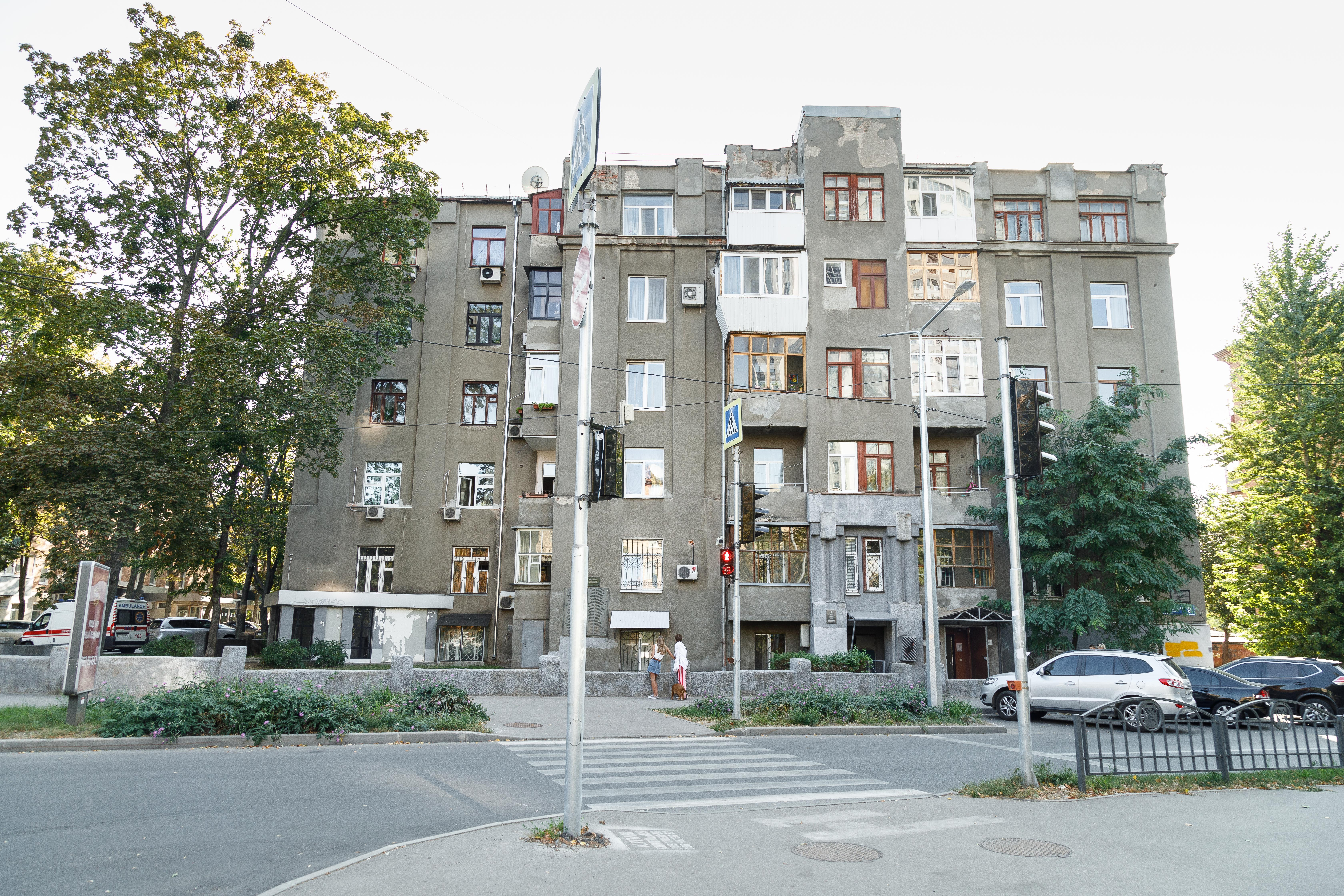
Дом 9 по улице Культуры (дом Слово)

## Достопримечательности
На улице расположен дом Слово, упоминающийся во многих художественных и мемуарных произведениях, а также сквер Воинов-интернационалистов.

## Транспорт
На улице расположены выходы из станции Харьковского метрополитена Научной, открытой 6 мая 1995 года.